# Opisthoxia eustyocharia
Opisthoxia eustyocharia är en fjärilsart som beskrevs av Charles Oberthür 1916. Opisthoxia eustyocharia ingår i släktet Opisthoxia och familjen mätare. Inga underarter finns listade i Catalogue of Life.